# Maison du roi
Pour les articles homonymes, voir Maison du roi (homonymie).

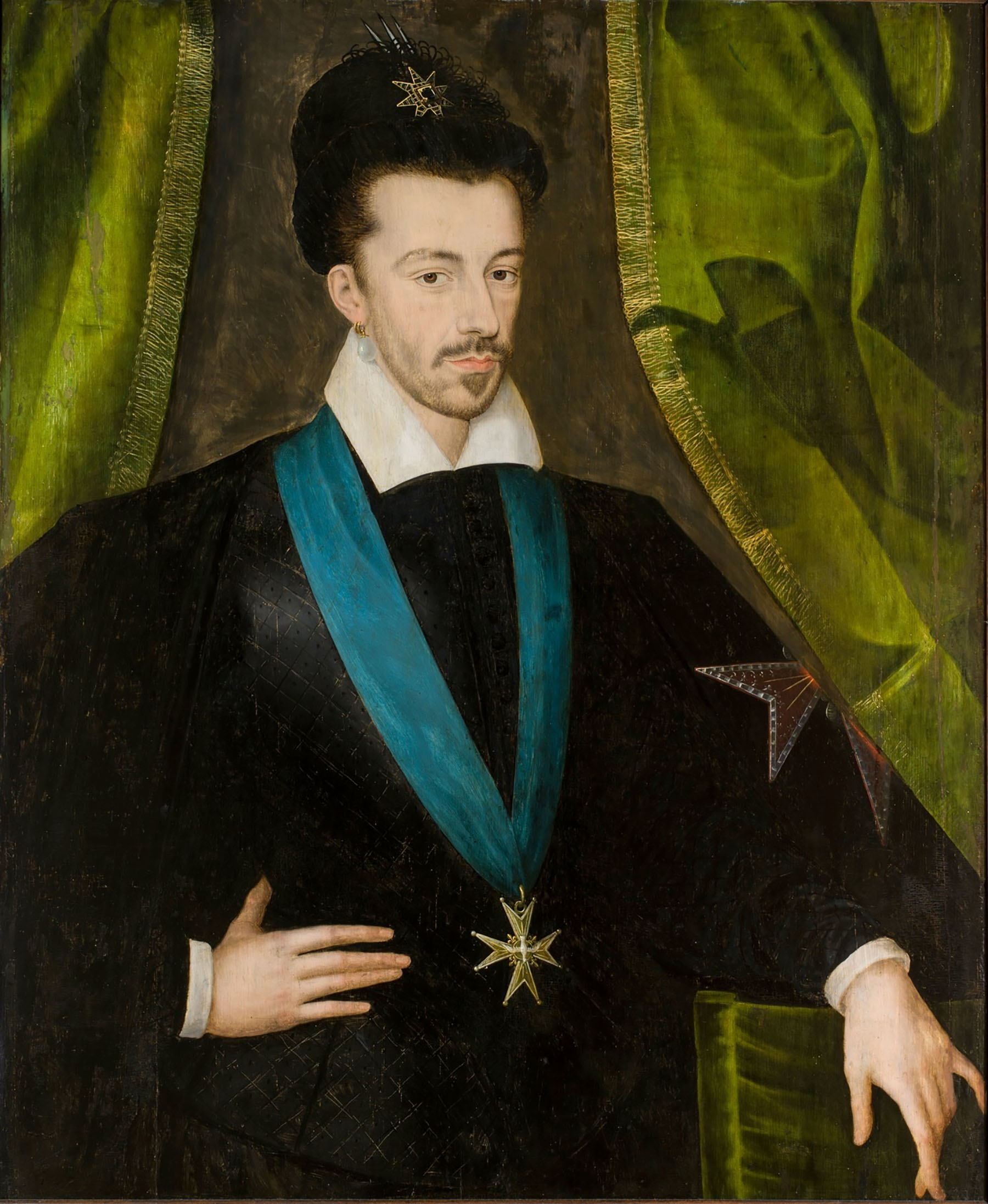
Henri III (roi de France) donne son visage moderne à sa maison en 1578.

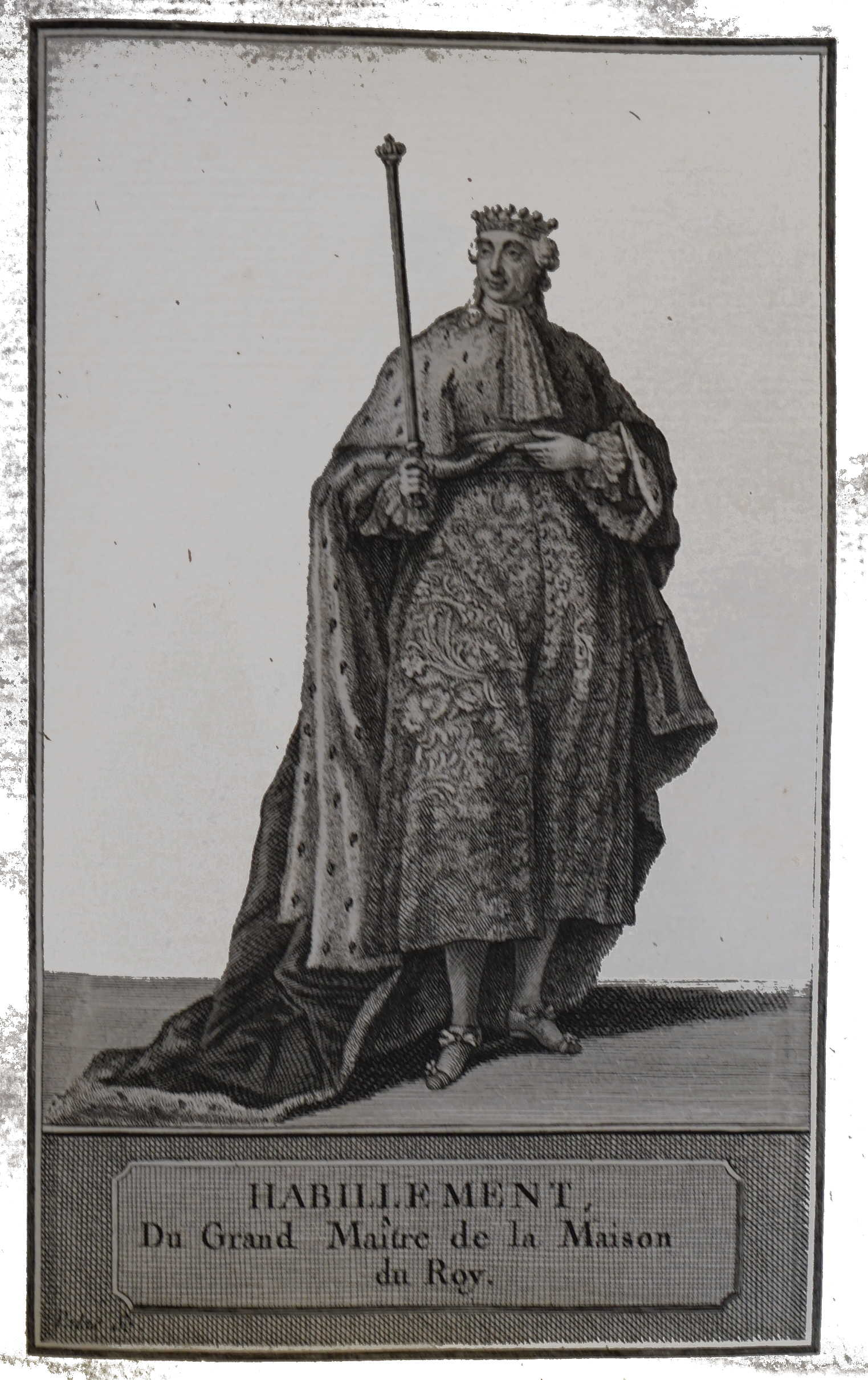
Le Grand maître de France, chef de la maison du roi (sacre de, 1775).

La Maison du roi est l'administration d'Ancien Régime puis de la Restauration qui regroupe et prend en charge le personnel domestique du roi. Elle assure le gîte de la personne royale, sa nourriture, sa sécurité, sa représentation et ses dévotions, au quotidien comme dans les situations exceptionnelles (voyages, cérémonies, etc.).
Elle a été réglementée par Henri III en 1578 puis 1585, puis par Colbert. Elle est dirigée par le grand maître de France, l'un des premiers personnages du royaume. Aux XVIe et XVIIe siècles, elle compte entre 1 000 et 2 000 personnes. Il est difficile de retracer son évolution exacte. Comme le dit Jean-François Solnon dans le Dictionnaire du grand siècle :

« La structure [de la Maison du roi] n'a pas l'ordonnance d'un jardin à la française. C'est un ensemble hétérogène, constitué progressivement par ajouts successifs de services nouveaux sans suppression brutale des plus anachroniques. (…) La négligence dans la tenue des rôles, l'imprécision des attributions interdisent tout classement rigoureux, tout dénombrement précis. »

Elle comporte trois grandes divisions : la maison civile (décrite dans les chapitres suivants de cet article), la maison militaire et la maison ecclésiastique.
La Maison du roi a été l'héritière de l'Hôtel du roi réorganisé par Henri III. Sa gestion était placée sous le contrôle du Bureau de la Maison du roi comportant la Chambre aux deniers qui existait depuis le XIIIe siècle et était chargée des paiements des différents grands offices ainsi que de leur comptabilité.
La Maison du roi a été complètement réorganisée sous le règne de Louis XVI par plusieurs édits pris entre juillet 1779 et août 1780.

## La Maison civile
Elle est divisée en départements, de nombre variable au cours de l'époque moderne. Sous Louis XIV, elle en comptera vingt-deux. Ceux-ci étaient dirigés par les grands officiers de la Maison du roi, titre distinct (malgré quelques recoupements) de celui de grand officier de la couronne, membres de la haute noblesse ou du haut clergé. Voici les départements les plus importants :

### La Bouche du roi
C'est le plus important, en termes de personnel, des départements de la Maison du roi. Elle est dirigée par le premier maître d'hôtel du roi et se compose de sept offices, tous touchant au ravitaillement et à la cuisine pour la table du Roi :
- gobelet ;
- cuisine-bouche ;
- paneterie : grand panetier ;
- échansonnerie ;
- cuisine-commun ;
- fruiterie ;
- fourrière.

Servent à la bouche le maître d'hôtel ordinaire, les 12 maîtres d'hôtel servant par quartier, le grand panetier, le premier écuyer tranchant et le grand échanson (trois offices devenus purement honorifiques depuis le début de l'époque moderne), les 36 gentilshommes servants, , etc..

### La Chambre et le Cabinet du roi

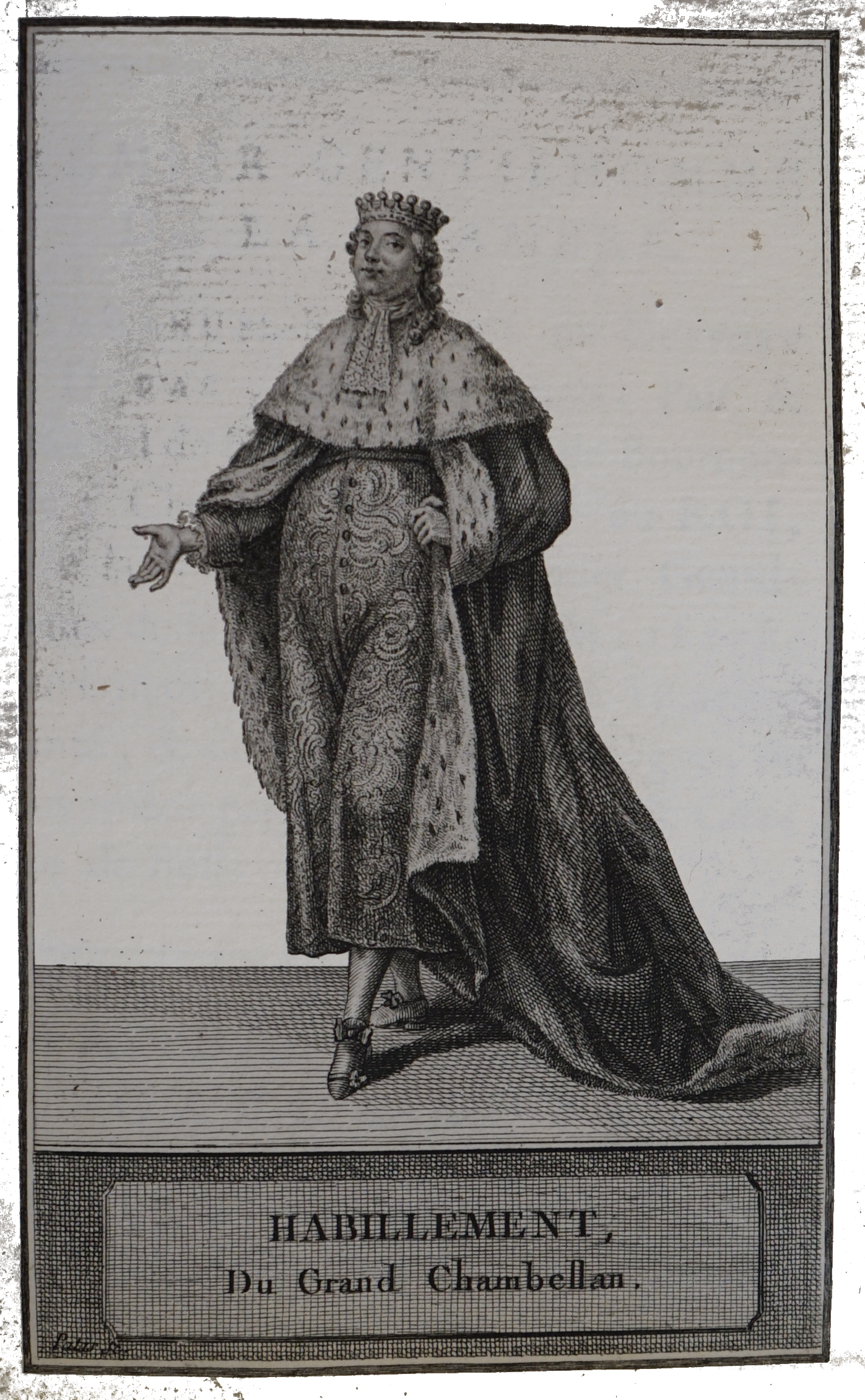
Le Grand chambellan de France, chef du département de la chambre (sacre de Louis XVI, 1775).

Elle est dirigée par le grand chambellan et a la charge des appartements du roi et de l'escorte de la personne du roi. C'est, avec la bouche, l'un des services avec le plus de personnel : elle compte dans ses rangs les quatre premiers gentilshommes de la chambre, les gentilshommes de la chambre, les valets de chambre, les pages, les huissiers et les enfants d'honneur. La proximité des officiers de la chambre avec le roi rend les charges très estimées.
Ce personnel de la Chambre et du Cabinet du roi comprenait environ 500 personnes. Ce nombre varia sans cesse.

#### La Chambre du roi
Elle se composait en 1712 de :
1 grand chambellan. 4 premiers gentilshommes. 24 pages. 4 gouverneurs des pages. 4 sous-gouverneurs. 1 maître de mathématiques. 1 maître en fait d'armes. 1 maître à danser.
- L'antichambre

2 huissiers.
- La chambre

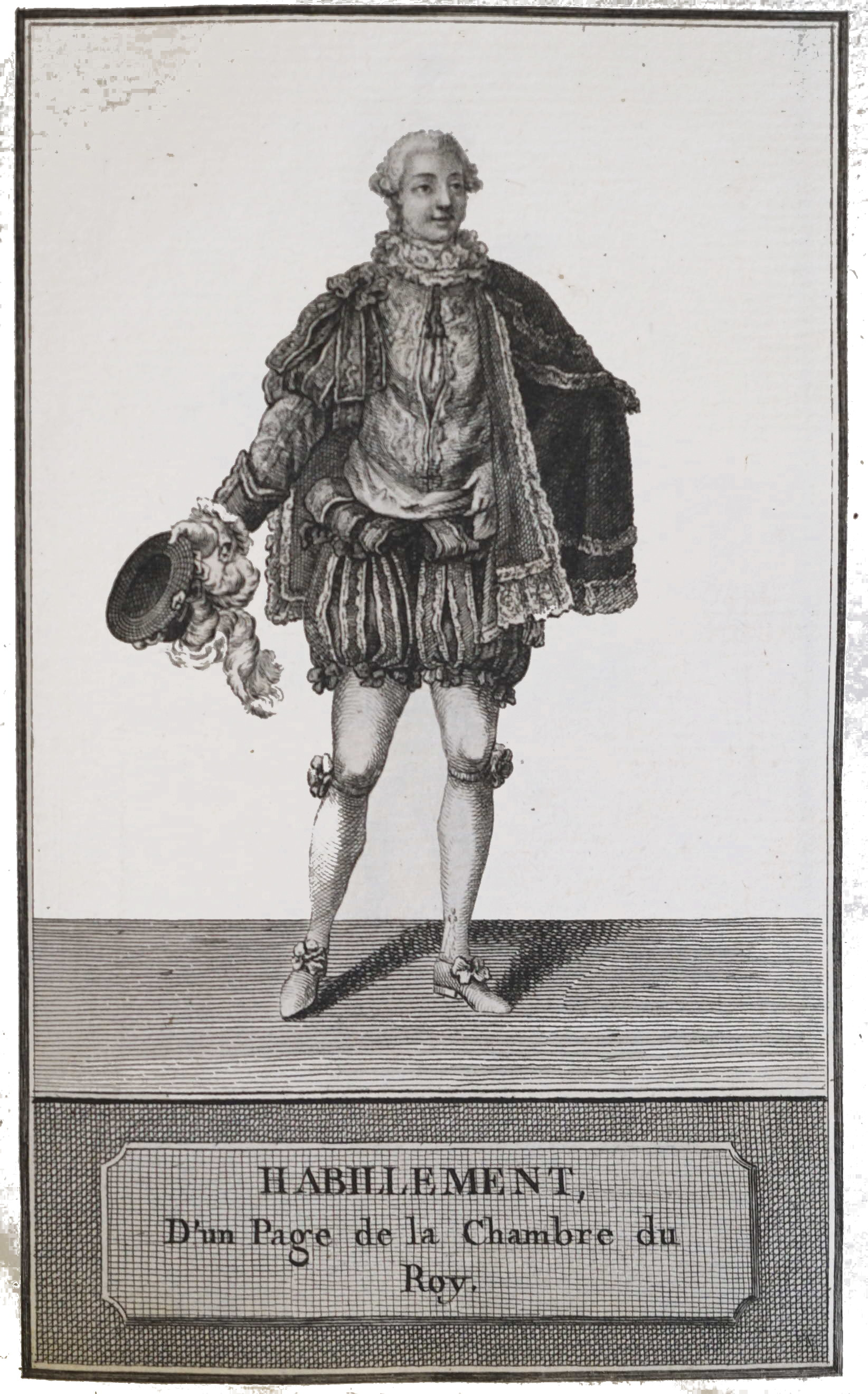
Page.

4 premiers valets de chambre. 16 huissiers. 32 valets de chambre. 12 porte-manteaux. 12 porte-arquebuses. 1 porte-mail. 8 barbiers valets de chambre. 1 barbier ordinaire. 1 chirurgien, opérateur pour les dents. 8 tapissiers. 3 horlogers. 3 renoueurs. 6 garçons. 2 porte-chaise d'affaires. 1 porte-table. 1 frotteur. 9 porte-meubles. 1 porteur de meubles. 1 capitaine des mulets. ? peintres. ? sculpteurs. ? vitriers. 2 menuisiers. ? serruriers. ? coffretiers-malletiers.
1 capitaine des levrettes et lévriers. 4 valets et gardes des levrettes. 2 gardes des petits chiens. 1 pâtissier des chiens. 

1 chef du vol pour les champs. 1 maître fauconnier. 1 piqueur. 1 acheteur d'oiseaux. 1 valet des épagneuls. 1 capitaine du vol pour pie. 1 maître fauconnier. 2 piqueurs. 1 oiseleur ou tendeur 1. 

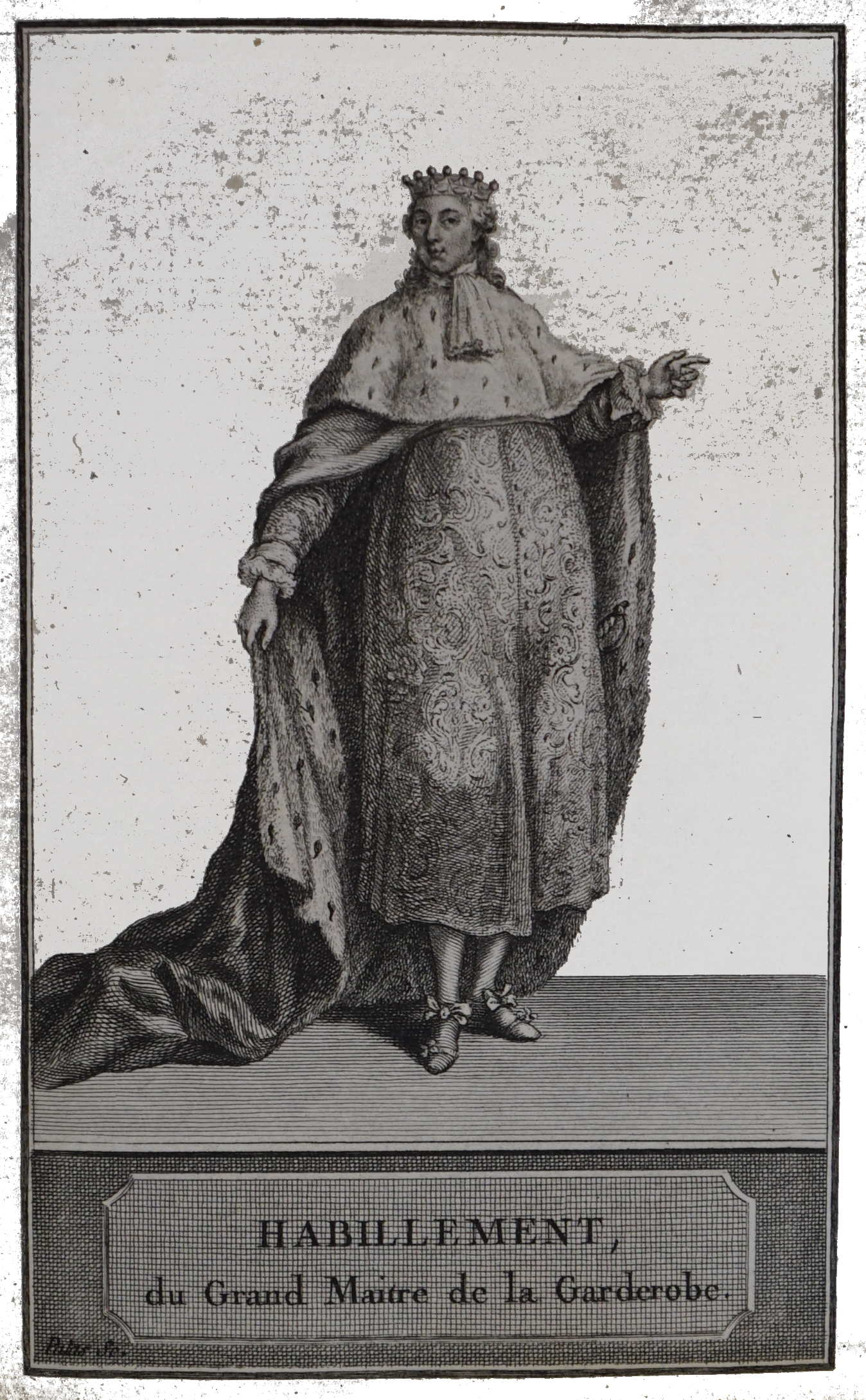
Maître de la garde robe, gravure de Patas.

1 grand maître de la garde-robe. 2 maîtres de la garde-robe. 4 premiers valets. 17 valets. 1 porte malle. 4 garçons. 9 tailleurs. 1 empeseur. 1 remplisseuse de points. 2 brodeurs. 2 pelletiers. ? lingers. 8 cordonniers. ? chapeliers. 2 merciers. 6 chaussetiers. 2 lavandiers.

#### Le Cabinet du roi
Pour les articles homonymes, voir Cabinet du roi.
2 huissiers du cabinet. 1 huissier de l'ordre du Saint-Esprit. 4 secrétaires du cabinet. 4 courriers du cabinet. 1 gardien des livres. 1 gardien des médailles. 2 lecteurs. 1 interprète pour les langues arabes et syriaques. 1 interprète pour la langue latine. 1 interprète pour la langue grecque.

#### Les Oiseaux du Cabinet du roi (ou Fauconnerie du Cabinet du roi)
Capitaines généraux des fauconneries du cabinet du roi. Officiers de la maison royale, et tout à fait indépendants du Grand Fauconnier. Jérôme du Buisson fut chef du vol pour corneille. « La fauconnerie du cabinet du Roy suit seule Sa Majesté dans ses voyages, même à l'armée, et le sieur Forget, qui la commande, prend tous les jours l'ordre du Roy en route ou à l'armée ». Les Oiseaux ou Fauconnerie du Cabinet du Roi sont installés à Montainville (Yvelines), dès 1680.
Le capitaine général avait sous ses ordres : les autres capitaines de vol des oiseaux du cabinet, savoir :
1 capitaine général.
1 capitaine du vol pour corneille. 1 lieutenant, aide. 1 maître fauconnier. 6 piqueurs. 1 garde-perches.
1 capitaine du vol pour pie. 1 lieutenant, aide. 1 maître fauconnier. 3 piqueurs. 1 garde-perches.
1 capitaine du vol pour les champs. 1 lieutenant, aide. 1 maître fauconnier. 2 piqueurs. 1 valet d'épagneuls. 1 garde-perches.
1 capitaine du vol pour émerillon. 1 lieutenant, aide. 1 maître fauconnier. 2 piqueurs. 1 garde-perches.

#### Le Garde-Meubles
1 intendant, contrôleur général. 1 garde général. 2 garde-meubles. 11 garçons.

#### La Musique de la Chambre
Les chanteurs et instrumentistes de la maison du roi se répartissent en trois départements : la Chapelle, la Chambre et l'Écurie. Mais certains musiciens appartiennent à deux, voire trois de ces ensembles. La Chambre est responsable des divertissements profanes du château de Versailles : opéras, ballets, soupers, etc. La musique de la Chapelle et celle de la Chambre du roi sont réunies en une seule durant le règne de Louis XV parce qu’elles coûtent trop cher.
Durant le règne de Louis XIV, La Musique de la Chambre comprend :
- deux surintendants qui servent par semestre, secondés par des maîtres de musique,
- un compositeur
- cinq à sept chantres
- les instrumentistes : un clavecin, un petit luth, une viole, un théorbe

Ces musiciens sont titulaires à vie de charges soit achetées, soit reçues de la main du roi.
Il faut y ajouter les vingt-quatre violons et les musiciens « ordinaires » qui sont distingués par le roi mais ne sont pas titulaires d'un poste.

#### La Musique du Cabinet
21 violons. 2 bassons. 3 hautbois. 1 huissier des ballets. 1 garde des instruments. 4 trompettes ordinaires des plaisirs du roi. 1 timbalier. 4 tambours. 4 fifres.

#### La Faculté de la Chambre du Roi
- Le premier médecin du roi dirige la Faculté de la chambre du roi. Il a sous ses ordres 1 médecin ordinaire et 8 médecins servants par quartier, 1 médecin de l'infirmerie de la maison du roi.
- Le premier chirurgien du roi dirige les opérations ordonnés par le Premier médecin. Il a sous ses ordres 1 chirurgien ordinaire et 8 chirurgiens servants par quartier.
- Le premier apothicaire du roi élabore les médicaments nécessaires. il a sous ses ordres 4 apothicaires, 4 aides-apothicaires, 2 apothicaires-distillateurs, 1 opérateur ordinaire et 1 herboriste.

### Les menus-plaisirs
Son nom complet est « argenterie, menus-plaisirs et affaires de la chambre du roi ». C'est le service chargé des décors de théâtre, costumes et accessoires des pièces, ballets et spectacles organisés à la cour. Il est dirigé par un intendant.

### Les cérémonies

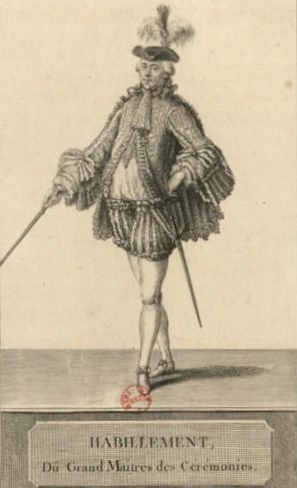
Le Grand maître des cérémonies de France, chef du département des cérémonies (sacre de, 1775).

Service créé en 1585 par Henri III, il est chargé du cérémonial public : baptêmes, mariages et enterrements royaux, sacre et couronnement, entrées royales, festins royaux, réceptions d'ambassadeurs, états généraux, etc. Il est dirigé par le grand maître des cérémonies, assisté par le maître et l'aide des cérémonies.

### L'écurie
Elle est divisée depuis 1582 en deux services :
- la Grande Écurie, dirigée par le grand écuyer, dit « M. le Grand », qui s'occupe des haras du roi et du service des cérémonies (les hérauts et roi d'armes, les poursuivants d'armes, les porte-épées de parement, les pages et le corps des musiciens).
- la Petite Écurie, dirigée par le premier écuyer, dit « M. le Premier », comprend les écuyers, les pages, les petits valets de pied et tout ce qui est cocher, postillon, sellier ou palefrenier.

### La vénerie
La vénerie s'occupe des chasses du Roi. Elle est dirigée par le grand veneur et comprend, outre la vénerie (chasse à cheval), la louveterie (dirigée par le grand louvetier), et le vautrait (équipage pour la chasse au sanglier, dirigé par le capitaine des toiles).
La Fauconnerie était en partie directement dirigée par le grand fauconnier. Il avait sous ses ordres :
- Capitaines du vol pour corneille : il y avait deux vols pour corneille. Le premier comprenait : 1 capitaine, 1 lieutenant, 1 maître fauconnier, 20 piqueurs. Le second : 1 capitaine, 1 lieutenant, 7 piqueurs, 1 porte-duc.
- Capitaines du vol pour héron. Ils avaient sous leurs ordres : 1 lieutenant, 2 maîtres fauconniers, 8 piqueurs.
- Capitaines du vol pour le lièvre. Ils avaient sous leurs ordres : 1 lieutenant, 4 piqueurs, 1 valet de lévriers.
- Capitaines du vol pour milan. Il y avait deux vols pour milan, et chacun d'eux comprenait : 1 capitaine, 1 lieutenant, 1 maître fauconnier, 5 piqueurs, 1 porte-duc.

## La Maison militaire

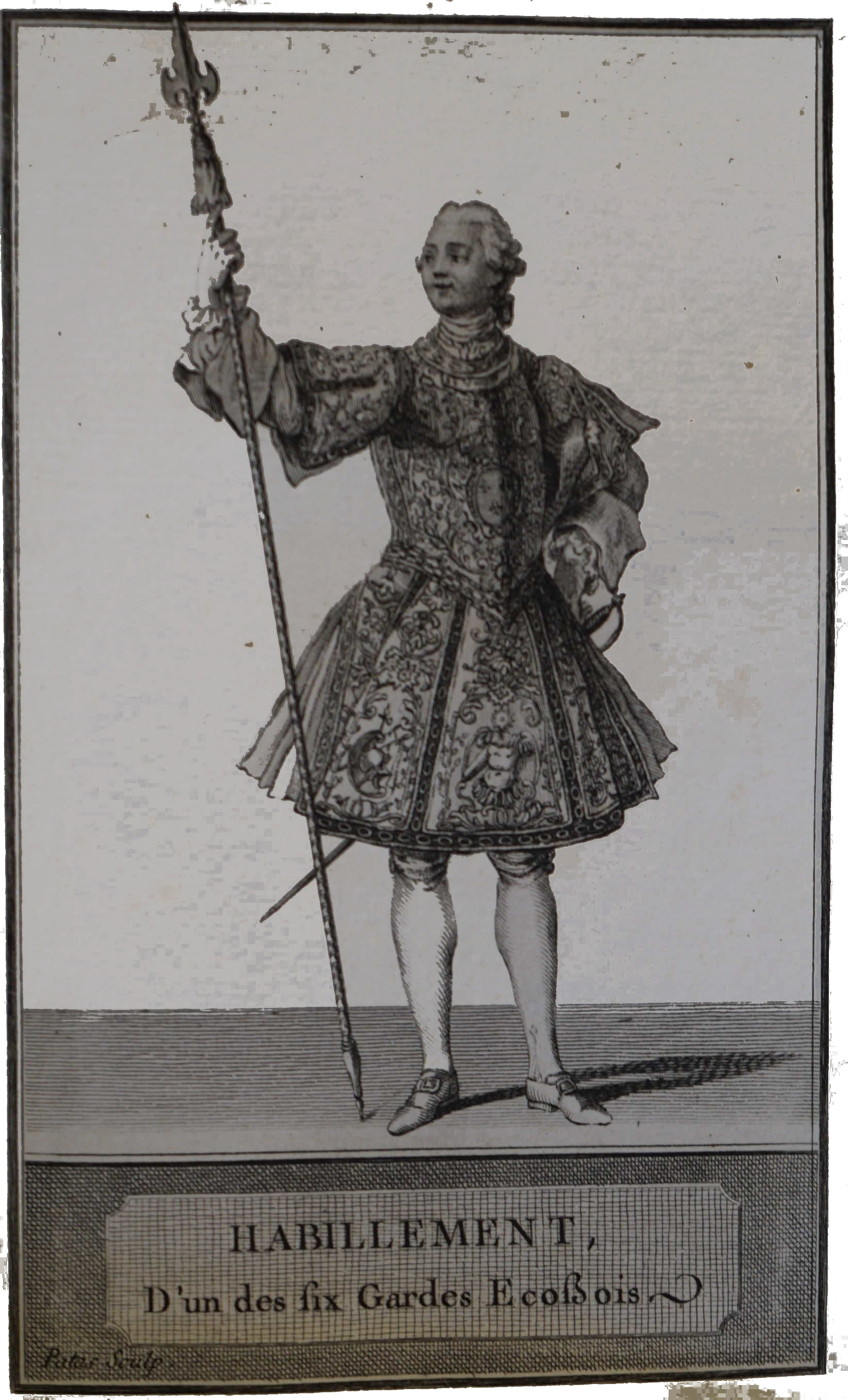
Garde écossaise.

La Maison militaire du roi de France comprend l'ensemble des troupes d'élite de l'armée royale. Elle existe depuis au moins le XVIe siècle, mais n'est organisée que par Louis XIV en 1671. Elle est dirigée par le secrétaire d'État à la Maison du roi et le secrétaire d'État à la guerre.
Loin de n'être que des troupes de cérémonie, les régiments de la maison du Roi, à l'instar de la Garde impériale de Napoléon Ier, ont participé à toutes les campagnes, d'abord en tant que garde personnelle du Roi. Ainsi, en 1567, lors de la surprise de Meaux, la famille royale ne doit qu'aux Cent-Suisses d'échapper à la capture par les troupes protestantes du prince de Condé. Cette troupe d’élite joue un rôle décisif dans certaines batailles. Le 10 août 1792, les gardes suisses se font massacrer pour protéger Louis XVI et sa famille. Sur le champ de bataille, rassemblée autour du porte-cornette blanche, elle sert de garde rapprochée au Roi.
En l'absence du roi, elle combat quand même : c'est la seule armée permanente du royaume, avec la cavalerie d'ordonnance, les six « Vieux » et les six « Petits-Vieux ».
La Maison militaire remplit plusieurs fonctions :
- garder la personne du Roi et assurer la sécurité de la Cour,
- troupe permanente, elle est une troupe d'élite, qui a servi au cours des guerres,
- assurer la formation des officiers.

Les troupes composant la Maison militaire  se répartissent suivant la couleur dominante de leurs uniformes entre :
- la Maison bleue : les gardes du corps et grenadiers à cheval,
- la Maison rouge : gendarmes, chevaux-légers et mousquetaires.

Ces différentes troupes se sont constituées au cours de l'histoire de la monarchie.
Les premières troupes de gardes du corps assurant la protection du Roi ont été, à l'origine, constituées majoritairement de troupes faites de mercenaires étrangers, supposés moins sensibles aux intrigues de la Cour :
- d'abord une Compagnie écossaise à laquelle se sont adjointes progressivement trois Compagnies françaises d'une centaine d'archers (les arcs ont été rapidement remplacés par d'autres armes),
- les deux cents Gentilshommes à bec de corbin (nom de la hallebarde à bec de corbin qu'ils portaient à l'origine) : deux compagnies de Cent-Gentilshommes,
- les Cent-Suisses,
- les Gentilshommes de la Cornette du Roi, appelée Cornette blanche, existant uniquement en temps de guerre, placés sous le commandement direct du roi.
- En 1563 est venu s'ajouter le régiment des Gardes-Françaises en regroupant huit enseignes des anciennes bandes de Picardie et de Piémont. En 1635, ce régiment avait atteint sa taille maximale avec 9 000 hommes en 30 compagnies.
- la compagnie des Chevau-légers de la Garde du Roi, créé par Henri IV en mai 1593,
- la compagnie des Gendarmes de la Garde du Roi, créé par Henri IV, d'abord pour le Dauphin en 1609, puis par ordonnance du 11 juillet 1611,
- le régiment des Gardes suisses, formé par Gaspard Gallati en 1616,
- les deux compagnies des Mousquetaires :
  - la compagnie des Mousquetaires du Roi est créée en 1622, dissoute en 1646 et reformée en 1657. Appelés Mousquetaires gris. C'était la compagnie de d'Artagnan.
  - la compagnie des Mousquetaires noirs, constituée à l'origine par Richelieu pour être sa garde personnelle, avant d'être celle de Mazarin qui la céda au roi en 1660.
- le corps de la Gendarmerie d'ordonnance en 1660. Mais ce corps a subi de nombreuses modifications. Il regroupait des compagnies de gendarmes et de chevau-légers. Les gendarmes écossais avaient été placés à la tête du corps.
- la compagnie des Grenadiers à cheval, créée en 1676.

Jusqu'à la création de casernes, en 1764, les six bataillons de Gardes françaises et le premier bataillon de Gardes suisses étaient souvent logés chez l'habitant à Paris et les trois autres bataillons de Gardes suisses en banlieue. Les troupes logées à Paris perturbaient souvent l'ordre public et les soldats arrondissaient leurs soldes par des trafics ou de menus travaux.
Certaines troupes de la Maison militaire du Roi firent l'objet de critiques de la part de l'armée, après 1750, quand elle ne participa plus aux combats. Certaines de ces troupes paraissaient inutiles. Pour faire des économies, les deux compagnies de mousquetaires et les grenadiers à cheval ont été supprimés par le comte de Saint-Germain. Il diminua aussi les autres corps de la Maison militaire. La gendarmerie d'ordonnance a été supprimée en 1788.

## Maison ecclésiastique
Le chef de la maison ecclésiastique du roi de France est le grand aumônier de France (charge créée sous François Ier), le plus souvent un cardinal. La Chapelle a la charge des messes et cérémonies religieuses (mariages, baptêmes, etc.) et des aumônes du Roi. Les autres officiers de la maison ecclésiastique sont le premier aumônier, l'aumônier ordinaire, le maître de l'oratoire, le confesseur du Roi, etc.

### Sources primaires
- Père Anselme de Sainte-Marie (o.c.m.), Histoire généalogique et chronologique de la Maison royale de France, des pairs et grands officiers de la Couronne et de la Maison du Roi. Paris : Compagnie des Libraires associés, 1737.